# Pia Haraldsen
Pia Renate Haraldsen, född Pia Renate Strømsnes 1 augusti 1981, är en norsk programledare och artist. Hon är dotter till Jasmin Haraldsen, som mellan 1993 och 2005 var gift med drottning Sonjas systerson Karl Otto Haraldsen.
Haraldsen har frilansat för bland annat Verdens Gang, där hon var kolumnist, norska TV2 och ungdomstidningen mag. I oktober 2004 blev hon redaktör i magasinet Cosmopolitan.
2007 blev hon "politisk redaktör" i humorprogrammet Rikets röst på norska TV2.
Hon är även syster till Counter Strike proffset Karl-William "Kalle" Haraldsen.[källa behövs]